# Сары-Булак (Араванский район)
Сары-Булак (кирг. Сары-Булак) — село в Араванском районе Ошской области Кыргызстана. Входит в состав Керме-Тооского айылного аймака.

## География
Село расположено в западной части области, в высокогорной зоне, на правом берегу реки Ак-Буура, на расстоянии приблизительно 55 километров (по прямой) к юго-востоку от села Араван, административного центра района.

## Население
Согласно оценочным данным Национального статистического комитета Кыргызской Республики, численность населения села на начало 2023 года составляла 31 человек.
| год     | 2009 | 2014 | 2015 | 2020 | 2021 | 2023 |
| ------- | ---- | ---- | ---- | ---- | ---- | ---- |
| человек | 22   | 15   | 15   | 24   | 26   | 31   |